# Pseudotolida lutea
Pseudotolida lutea är en skalbaggsart som först beskrevs av Melsheimer 1845.  Pseudotolida lutea ingår i släktet Pseudotolida och familjen tornbaggar. Inga underarter finns listade i Catalogue of Life.